# Lahodînți, Krasîliv
Lahodînți (în ucraineană Лагодинці) este o comună în raionul Krasîliv, regiunea Hmelnîțkîi, Ucraina, formată numai din satul de reședință.

## Demografie
Componența lingvistică a comunei Lahodînți
     Ucraineană (99,68%)
     Alte limbi (0,32%)
Conform recensământului din 2001, majoritatea populației comunei Lahodînți era vorbitoare de ucraineană (99,68%), existând în minoritate și vorbitori de alte limbi.